# Glomera pullei
Glomera pullei är en orkidéart som beskrevs av Johannes Jacobus Smith. Glomera pullei ingår i släktet Glomera och familjen orkidéer. Inga underarter finns listade i Catalogue of Life.